# Păstorul cel bun (Star Trek: Voyager)
„Păstorul cel bun” (titlu original: „Good Shepherd”) este al 20-lea episod din al șaselea sezon al serialului TV american științifico-fantastic Star Trek: Voyager și al 140-lea episod în total. A avut premiera la 15 martie 2000 pe canalul UPN.

## Prezentare
Trei membri ai echipajului cu rezultate mediocre sunt luați într-o misiune cu naveta de către Căpitanul Janeway.

## Actori ocazionali
- Jay Underwood - Mortimer Harren
- Michael Reisz - William Telfer
- Zoe McLellan - Tal Celes
- Tom Morello - Mitchell
- Kimble Jemison - Inginer